# Kloster Huerta
Das Kloster Santa María de Huerta (lat. Abbatia B. M. de Horto) ist eine Zisterzienser-Abtei (seit 1930 der Trappisten) in der Gemeinde Santa María de Huerta im Süden der Provinz Soria in Kastilien-León an der Grenze zu Aragonien in Spanien, im Tal des Rio Jalón an der Verbindungsstrecke von Madrid nach Saragossa in 764 m Höhe.

## Geschichte

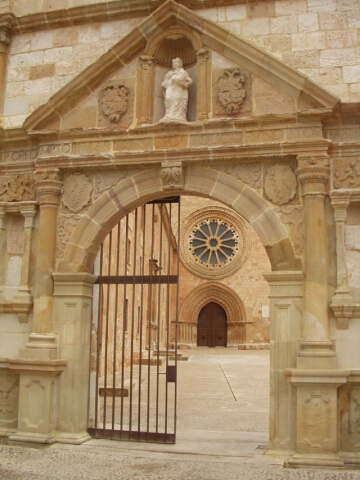
Eingang zum Kloster

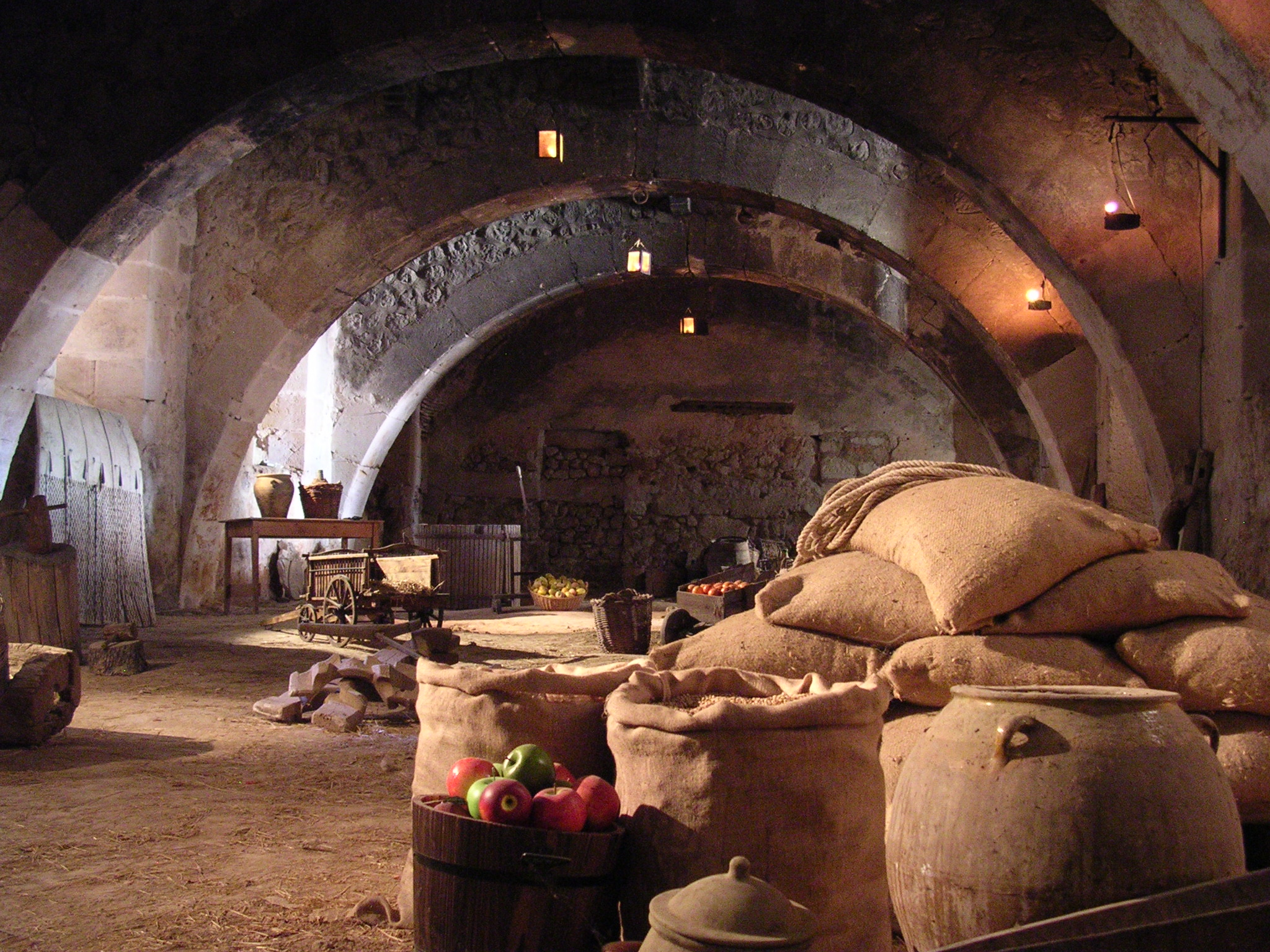
Lagerraum im Konversentrakt

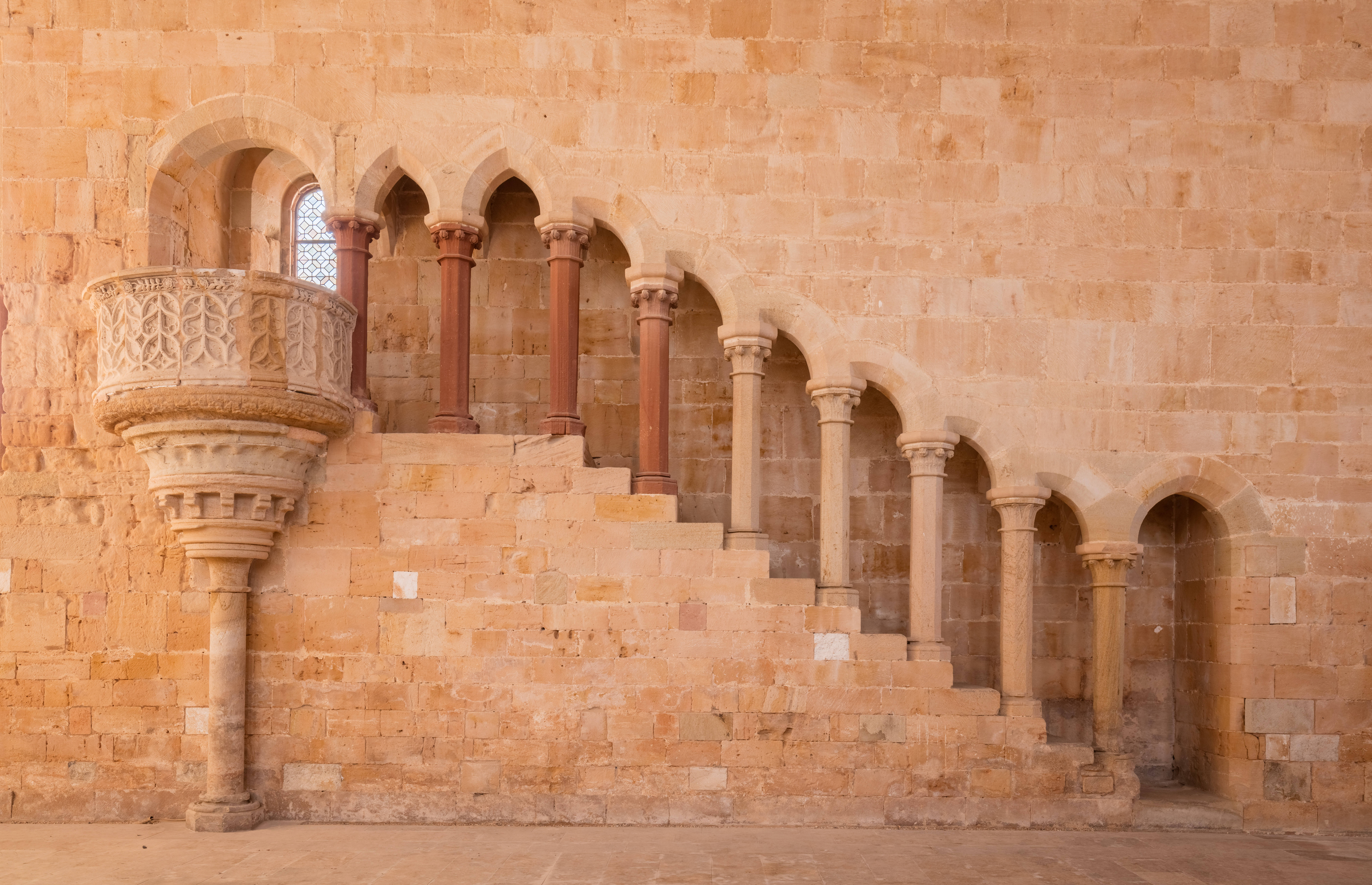
Leiter und Kanzel

Das auf Veranlassung von König Alfons VII. von Kastilien als Tochter des 1137 gegründeten Klosters Berdoues in Frankreich aus der Filiation der Primarabtei Morimond in Cántabos in Fuentelmonge gegründete, 1162 an das Ufer des Río Jalón verlegte Kloster wurde seit 1179 neu erbaut. In der Folge reich dotiert, blühte es schnell auf. Unter der Regierung von Juan Álvarez Mendizábal wurde es 1833 aufgehoben. 1930 wurde das Kloster von Trappisten aus Kloster Viaceli in Kantabrien wiederbesiedelt, die es bis in die Gegenwart nutzen.

## Bauten und Anlage
Hinter dem barocken Torbau ist die weitgehend im ursprünglichen Zustand erhaltene frühgotische Klosteranlage erhalten, der allerdings im Westen ein zweiter Kreuzgang im Herrera-Stil aus der Zeit um 1580 angefügt wurde. Östlich schließt der Konversenbau an, der durch eine in der Filiation von Morimond ungewöhnliche Klostergasse (vgl. Kloster Eberbach, Kloster Arnsburg, Kloster Wörschweiler, Kloster Chiaravalle Milanese, Kloster Staffarda, Neath Abbey, Stanley Abbey, Whitland Abbey, Cleeve Abbey, Sibton Abbey) von der ursprünglichen Klausur, die um 1540 um ein mit Kopfmedaillons von Heiligen und Stiftern versehenes Galeriegeschoss erhöht wurde, abgetrennt ist. Diese liegt nördlich der Kirche und folgt dem üblichen Schema mit Küche (mit einem monumentalen Kamin) und rechtwinklig zum Kreuzgang gestelltem, zweigeschossigem, vierjochigem kreuzgratgewölbtem Refektorium aus dem Jahr 1215, dass „als eine der großartigsten Leistungen zisterziensischer Architektur in Spanien“ (Schomann) gilt; es besitzt eine durch Arkaden abgetrennte Treppe zur Kanzel des Vorlesers. Die Ostseite bildet den Zugang zu dem um 1600 umgestalteten Kapitelsaal, über welchem das Dormitorium liegt.
Die dreischiffige, von 1179 bis 1200 errichtete Kirche hat die Form eines lateinischen Kreuzes und besitzt fünf Langhausjoche. Die Hauptapsis ist halbrund, seitlich schließen sich je zwei rechteckige Seitenkapellen an. Die oben gerade geschlossene Westfassade besitzt ein spitzbogiges Portal mit mehreren Archivolten und ein großes, zwölfspeichiges Radfenster.
Das Kloster wurde im Jahr 1882 zum Monumento Nacional (Bien de Interés Cultural) erklärt.

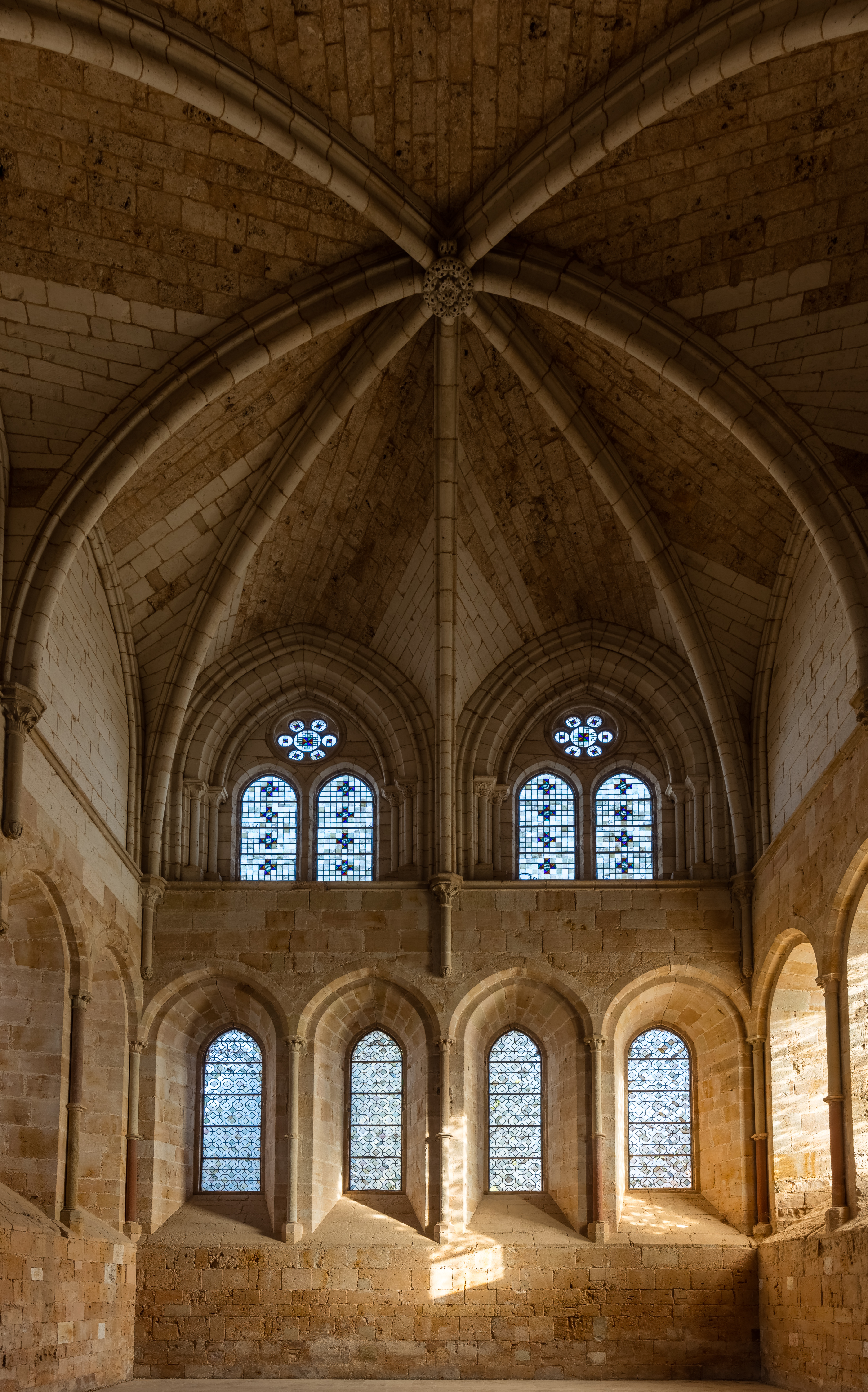
Das Refektorium